# 双庙子站
双庙子站是一个京哈线上的铁路车站，位于辽宁省昌图县双庙子镇，建于1903年7月，目前为四等站，邮政编码为112503。目前客运：办理旅客乘降；行李、包裹托运；货运：办理整车货物发到。